# SCP Nadace
SCP Nadace (někdy také Nadace SCP nebo jenom Nadace) je literárně fiktivní organizace založená na spolupráci jejích uživatelů a čtenářů. SCP Nadace je zodpovědná za vyhledávání a zadržování jednotlivců, entit, lokací a objektů, které porušují zákony přírody (označované jako „SCP“ nebo „anomálie“). Komunitně vedené webové stránky zahrnují prvky mnoha žánrů, jako je horor, science fiction a urban fantasy.
Na wiki SCP Nadace se většina prací skládá ze „speciálních zadržovacích procedur“: strukturované interní dokumentace, která popisuje objekt SCP a prostředky k jeho zadržení. Web také obsahuje tisíce „nadačních příběhů“, povídek zasazených do universa Nadace. Série byla oceněna za svou schopnost zprostředkovat hrůzu skrze svůj vědecký a akademický styl psaní a za vysokou úroveň kvality. V listopadu 2024 existovalo více než 9 000 článků o objektech SCP a stále vznikají další. 
SCP Nadace inspirovala četné vedlejší práce, včetně hororové videohry SCP – Containment Breach.

## Přehled série
V rámci literární fikce je SCP Nadace tajná organizace pověřená vládami po celém světě, aby zajišťovala a studovala anomální jednotlivce, entity, lokace, objekty a jevy působící mimo hranice zákonů přírody. Pokud by tyto objekty nebyly zadrženy, mohly by představovat přímé ohrožení lidského života a vnímání reality a normality.
 

Existence SCP Nadace je veřejnosti utajena, aby se zabránilo hromadné panice a umožnilo normální fungování lidské civilizace. Když je objevena anomálie, Nadace nasadí agenty, aby ji zajistili a přepravili do nadačního zařízení, nebo aby ji zadrželi v místě objevu, pokud není přesun možný. Jakmile je SCP zajištěno, je vědci Nadace zkoumáno. Pro testování potencionálně nebezpečných SCP se kvůli jejich postradatelnosti používají testovací subjekty naverbované Nadací (označovány jako personál Třídy D).

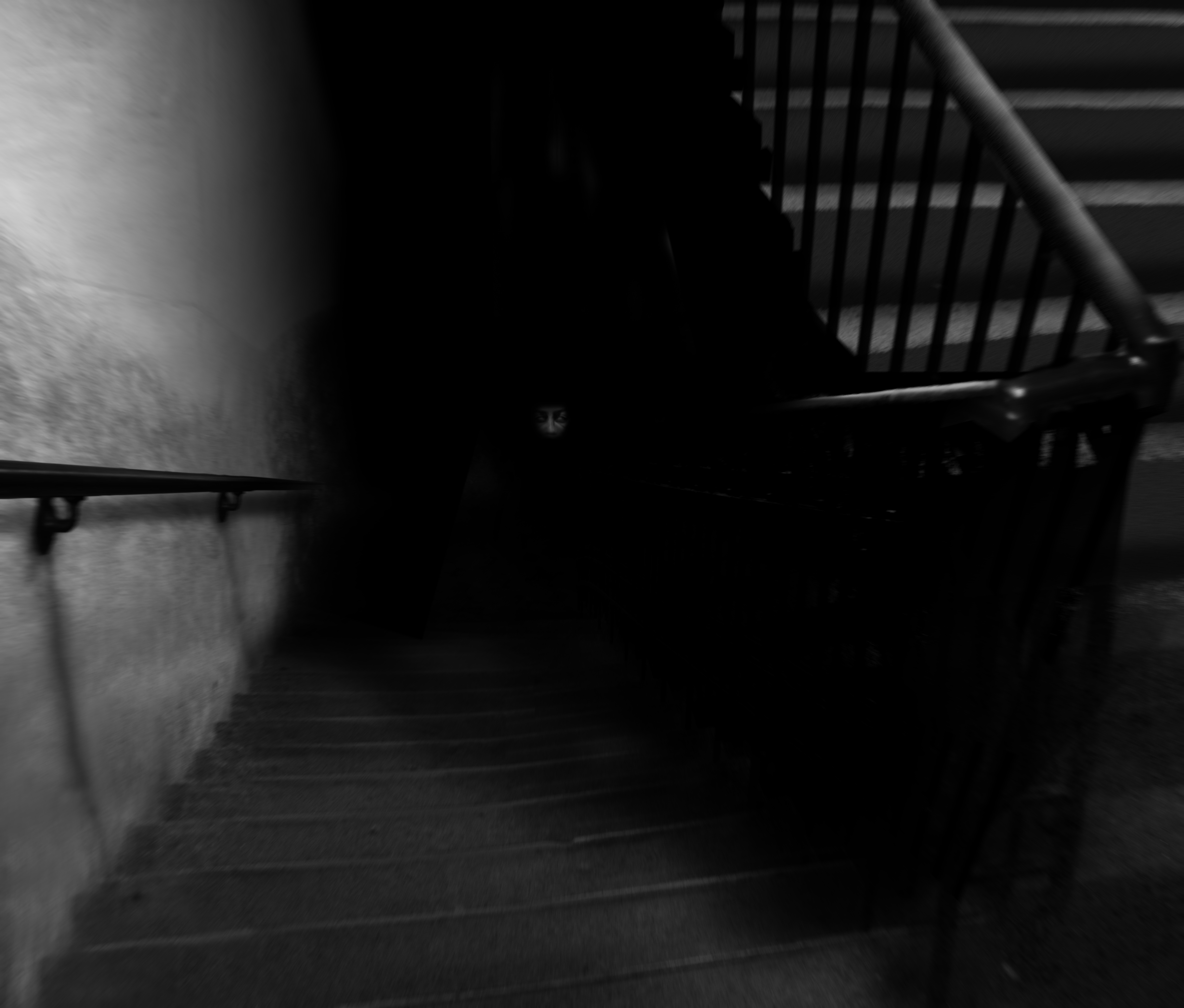
SCP-087, s SCP-087-1 v pozadí

## Příklady zadržených anomálií

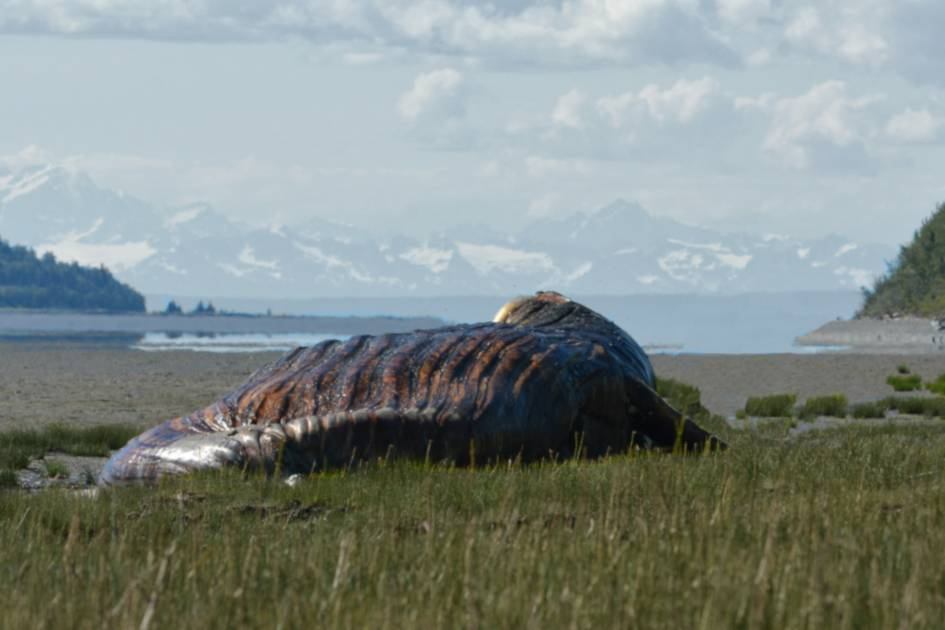
[http://scp-cs.wikidot.com/scp-682 SCP-682

- SCP-055 je „sebezadržující tajemství“. Objekt si nelze zapamatovat a popsat, s výjimkou toho, co není. O objektu se ví pouze, že se nachází v Oblasti-19 a není kulatý.[4]
- SCP-087 je schodiště, které, jak se zdá, nemá konec.[5] Schodiště obývá SCP-087-1, které je popisováno jako obličej bez zorniček, nozder, nebo úst.[6]
- SCP-096 je humanoidní stvoření, jehož přibližná výška je 2,38 m. Subjekt vykazuje velmi málo svalstva a předběžná analýza tělní hmoty naznačuje mírné podvyživení. Horní končetiny jsou hrubě mimo proporci ke zbytku těla, každá má přibližně 1,5 m. Kůže je většinou úplně bez pigmentu, neukazuje žádné známky ochlupení.[7]SCP-106SCP-682

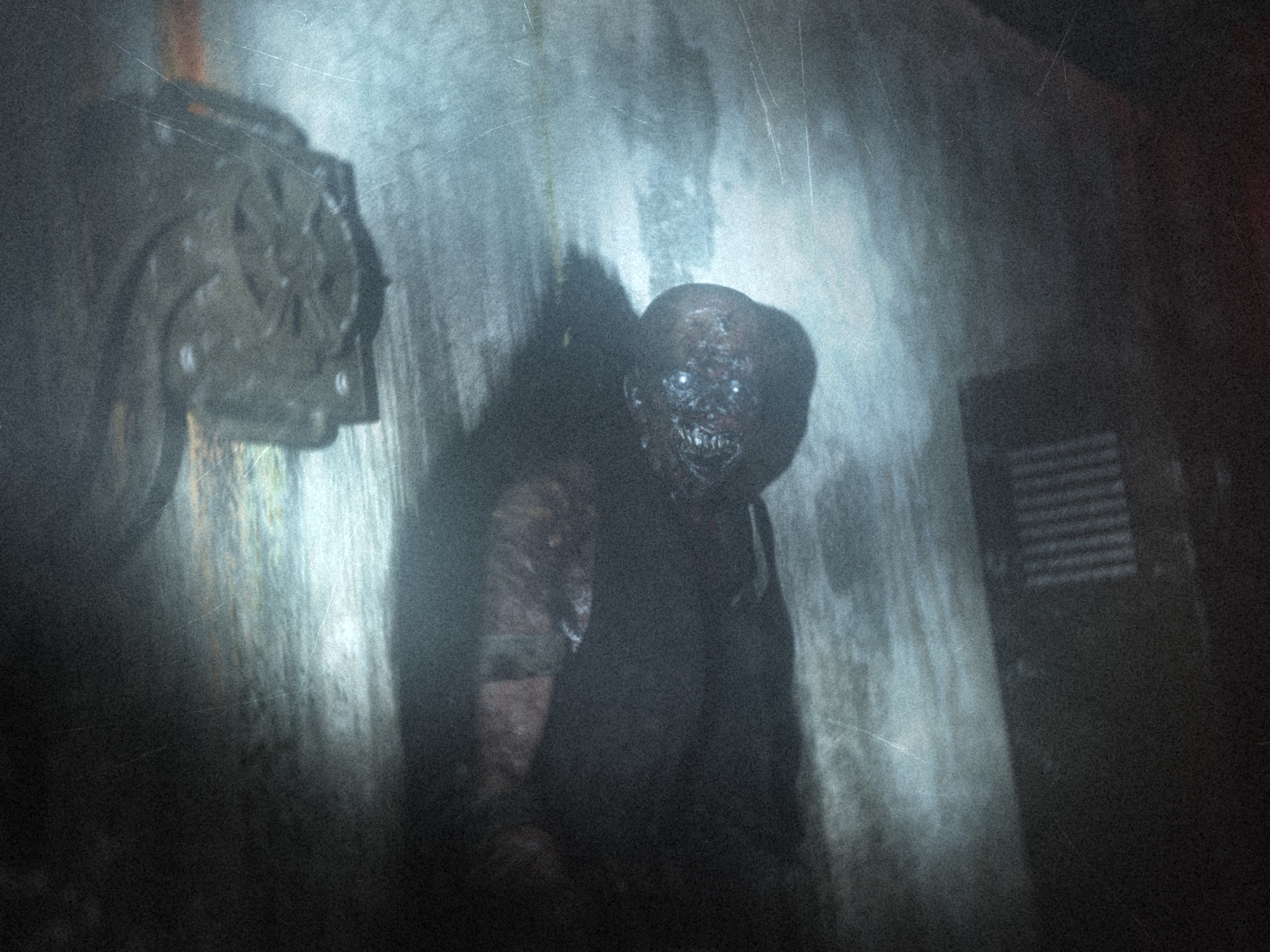
[http://scp-cs.wikidot.com/scp-106 SCP-106

- SCP-106 je humanoidní entita s variabilním vzhledem, která však vždy nese známky hniloby. Nejčastěji se jeví jako starší plešatý muž. Je extrémně nebezpečný, jeví se jako nezranitelný. Loví lidské oběti, které pak zatahuje do své kapesní dimenze, kde si s nimi „hraje“. Může procházet stěnami či se libovolně pohybovat vertikálně díky své kapesní dimenzi, do které může vstoupit jakýmkoliv pevným povrchem a odejít z ní jakýmkoliv bodem napojeným na bod vstupu.[8]
- SCP-108 je nacistický bunkrový systém, který je přístupný pouze prostřednictvím portálu nacházejícího se v nose ženy.[9][10]
- SCP-173 je humanoidní socha z výztuže, betonu a krylonové barvy. Když je přímo pozorováno, je nehybné. Útočí na lidi, když je oční kontakt přerušen. Je extrémně rychlé. Za dobu mrknutí se může pohnout i o několik metrů.[11]
- SCP-294 je kávovar, který může vydávat cokoli, co existuje, nebo může existovat, v kapalné formě.[12]
- SCP-682 je inteligentní, nepřátelská, nesmrtelná plazovitá entita se schopností komunikovat. SCP-682 je nutno terminovat co nejdříve za jakýchkoliv okolností.[13]
- SCP-1171 je domov, jehož okna jsou vždy zakrytá kondenzací; psaním do kondenzace na sklo je možné komunikovat s mimorozměrnou entitou, jejíž okna jsou rovněž kondenzována. Tato entita nese významné nepřátelství vůči lidem, ale neví, že členy nadace jsou lidé.[14]
- SCP-1609 je mulč, který se teleportuje do plic každého, kdo k němu přistupuje agresivním způsobem nebo nosí uniformu. Dříve to bylo mírumilovné křeslo, které se teleportovalo k tomu, kdo cítil potřebu se posadit. Do svého současného agresivního stavu vstoupilo poté, co jej příslušník Globální Okultní Koalice vložil do štěpkovače.[15]
- SCP-3008 je prodejna IKEA s nekonečným vnitřním prostorem bez vnějších fyzických hranic. Potenciální zákazníci, co vejdou dovnitř, jsou uvězněni a ztraceni v kapesním vesmíru. V prodejně se nachází civilizace tvořená ztracenými zákazníky, kteří jsou nuceni se bránit proti humanoidům označeným jako SCP-3008-2, kteří se podobají zaměstnancům IKEA a během noci jsou agresivní.[16][17]

## Třídy zadržovaných anomálií
Anomáliím, které zadržuje SCP Nadace, jsou dle náročnosti jejich zadržení přiřazeny třídy. Třída objektu je standardní část SCP šablony a slouží jako hrubý indikátor toho, jak těžké je SCP zadržet. Třídy jsou přiřazovány na základě několika faktorů, z čehož nejdůležitější je obtížnost a smysl zadržení.
| Třída       | Popis | Příklady                     | Seznam |
| ----------- | --- | ---------------------------- | ------ |
| Safe        | Tato třída obsahuje anomálie, kterým Nadace dobře rozumí, a jsou naprosto, nebo spolehlivě zadrženy. Nepředstavují riziko, pokud nejsou jejich vlastnosti aktivovány. Personál musí být upozorňován, že navzdory jejich třídě musí být u anomálií neustále dodržovány jejich speciální zadržovací procedury.                                                           | SCP-500, SCP-5000            | Seznam |
| Euclid      | Tato třída obsahuje anomálie, které nejsou dostatečně prozkoumané, nebo jsou zkrátka nepředvídatelné, takže spolehlivé zadržení anomálií v této třídě není vždy možné. Jsou však stále méně nebezpečné a lehčí na zadržení než anomálie třídy Keter. | SCP-049, SCP-173             | Seznam |
| Keter       | Tato třída obsahuje anomálie, které představují skutečné hrozby pro bezpečí personálu Nadace a zbytku lidstva. Zpravidla vyžadují rozsáhlé, komplexní procedury k zadržení, nebo je zadržet vůbec nejde. Tyto anomálie jsou považovány za nejnebezpečnější v Nadační správě a veškerý výzkum je vykonáván za účelem je úplně zadržet, zničit nebo jinak neutralizovat. | SCP-106, SCP-682             | Seznam |
| Thaumiel    | Tato třída obsahuje anomálie přísně tajné a vzácné anomálie, které Nadace obvykle používá k boji s jinými extrémně nebezpečnými anomáliemi, nejčastěji třídy Keter. Pouhá existence této třídy je utajovaná všem až na nejvýše postavené členy nadačního personálu a ví o nich pouze pár lidí mimo Radu O5.                                                            | SCP-2000, SCP-3000, SCP-6666 | Seznam |
| Apollyon    | Tato třída obsahuje anomálie, které jsou nezadržitelné, nebo se u nich předpokládá, že budou velmi často a velmi lehce ze zadržení unikat. Anomálie označené touto třídou mohou způsobit tzv. „K-Scenario“, událost která by mohla zničit svět. | SCP-3999, SCP-6000           | Seznam |
| Neutralized | Tato třída obsahuje anomálie, které byly buď záměrně, nebo omylem zničeny, nebo jejich anomální vlastnosti vymizely a nejsou již anomální. | SCP-1730, SCP-1762           | Seznam |
| Explained   | Tato třída obsahuje anomálie, jejichž vlastnosti byly vysvětleny běžnými vědami a nejsou již považovány za anomální. | SCP-001-EX, SCP-8900-EX      | Seznam |

## Styl psaní
Na wiki SCP Nadace je většina děl samostatnými články podrobně popisujícími „speciální zadržovací procedury“ daného objektu SCP. V typickém článku je objektu SCP přiřazeno jedinečné identifikační číslo. SCP objektu je poté přiřazena „třída objektu“ na základě obtížnosti jeho zadržení. Dokumentace pak nastíní správné postupy zadržení a bezpečnostní opatření, poté popisuje dotyčný objekt SCP. K dokumentu mohou být připojeny také dodatky, jako jsou obrázky, výzkumná data nebo aktualizace stavu. Zprávy jsou psány pseudovědeckým tónem a často obsahují „vymazané“ informace. V listopadu 2024 existovalo více než 9 000 článků o objektech SCP a stále vznikají další.  
SCP Nadace obsahuje přes tři tisíce povídek označovaných jako „nadační příběhy“. Příběhy jsou zasazeny do světa Nadace a často se zaměřují na zaměstnance SCP Nadace nebo na subjekty SCP nebo na ně odkazují.  Gregory Burkart, který psal pro Blumhouse Productions, poznamenal, že některé z nadačních příběhů měly temný a bezútěšný tón, zatímco jiné byly „překvapivě světlé“.
Nadace SCP postrádá centrální kánon, ale příběhy na wiki jsou často propojeny, aby vytvořily větší vyprávění. Přispěvatelé mají schopnost vytvářet „kánony“, což jsou spojení SCP a příběhů s podobnými polohami, postavami nebo společným příběhem. Mnoho „kánonů“ má rozcestníkové stránky, které vysvětlují jejich základní koncept a poskytují informace, jako jsou časové osy a seznamy postav.

## Odstranění obrázku SCP-173
V roce 2007 obsahoval původní článek SCP-173 fotografii sochy Untitled 2004 od japonského umělce Izumi Kata, kterou pořídil Keisuke Yamamoto. Wesley „Moto42“ Williams, který vytvořil tento článek, neměl autorská práva k soše ani k fotografii. Počínaje rokem 2013 se japonská i anglická větev SCP Nadace pokoušely kontaktovat Izumi Kata a požádat ho o povolení k používání této fotografie, ale nedostaly žádnou odpověď. Anglické větvi SCP Nadace se ho nakonec v září 2014 podařilo kontaktovat a on „neochotně“ povolil komunitě, aby fotografii sochy používala pro nekomerční účely. Oznámil, že podnikne právní kroky, pokud se někdo pokusí použít tuto fotografii pro komerční účely.
Obrázek zůstal na webu SCP Nadace s varováním ohledně jeho používání až do února 2022, kdy se jej správci rozhodli odstranit. The SCP Foundation na Twitteru uvedla, že umělecká vize Izumi Kata byla „násilně unesena“ spojením sochy s SCP a že nemohli „úplně odčinit způsobené škody“. Na žádost Wesleyho Williamse nebyl do článku umístěn nový obrázek, aby si SCP-173 museli čtenáři představit sami. V důsledku tohoto rozhodnutí bylo komunitou vytvořeno mnoho originálních interpretací SCP-173.